# Catherine Zeta-Jones
Catherine Zeta-Jones, ursprungligen Catherine Zeta Jones, född 25 september 1969 i Swansea i Wales, är en brittisk skådespelare.
Zeta-Jones vann en Oscar för bästa kvinnliga biroll 2003 för sin roll i filmen Chicago.
Hon är gift med Michael Douglas sedan 2000. De har två barn tillsammans. 

## Filmografi (i urval)
- 1991–1993 – Majs ljuva knoppar (TV-serie) (18 avsnitt)
- 1992 – Christopher Columbus - äventyraren
- 1993 – Ursäkta, var är arvet?
- 1995 – Blue Juice
- 1996 – Katharina den stora (TV-film)
- 1996 – Titanic (TV-serie)
- 1996 – Fantomen
- 1998 – Zorro – Den maskerade hämnaren
- 1999 – Entrapment
- 1999 – The Haunting
- 2000 – High Fidelity
- 2000 – Traffic
- 2001 – America's Sweethearts
- 2002 – Chicago
- 2003 – Intolerable Cruelty
- 2003 – Sinbad: Legenden om de sju haven  (röst)
- 2004 – Ocean's Twelve
- 2004 – The Terminal
- 2005 – Legenden om Zorro
- 2007 – Kärlek på menyn
- 2007 – Death Defying Acts
- 2009 – The Rebound
- 2012 – Lay the Favorite
- 2012 – Rock of Ages
- 2012 – Playing for Keeps
- 2013 – Broken City
- 2013 – Side Effects
- 2013 – Red 2
- 2016 – Dad's Army
- 2017 – Feud (TV-serie)
- 2017 – Cocaine Godmother
- 2022 – Wednesday (TV-serie)

## Utmärkelser
- European Film Awards Jameson-publikpris för bästa kvinnliga skådespelare, för Entrapment,  1999[4]
- Screen Actors Guild Award för bästa rollbesättning i en långfilm, för Traffic,  2001
- Broadcast Film Critics Association Award för bästa ensemble, för Chicago,  2002
- Broadcast Film Critics Association Award för bästa kvinnliga biroll, för Chicago,  2002
- Oscar för bästa kvinnliga biroll, för Chicago,  2002[5][6]
- Phoenix Film Critics Society Award för bästa kvinnliga biroll, för Chicago,  2002
- BAFTA Award för bästa kvinnliga biroll, för Chicago,  2003
- Screen Actors Guild Award för bästa rollbesättning i en långfilm, för Chicago,  2003
- Screen Actors Guild Award för bästa kvinnliga biroll, för Chicago,  2003
- Hasty Pudding Woman of the Year,  2005
- Drama Desk Award för bästa kvinnliga skådespelare i en musikal,  2010
- Tony Award för bästa kvinnliga huvudroll i musikal,  2010
- Kommendör av 2 klass av Brittiska imperieorden,  2010

[Redigera Wikidata]